# Altan
Altan is een Ierse band, die Ierse folk speelt.
De band is opgericht begin jaren tachtig door zangeres en fiddler (violiste) Mairéad Ní Mhaonaigh uit Gaoth Dobhair (County Donegal) en fluitspeler Frankie Kennedy uit Belfast. Vanaf de oprichting is de band samengesteld uit louter virtuozen zoals bouzouki-speler Ciaran Curran (County Fermanagh) en gitarist Mark Kelly. Deze vier muzikanten zijn te horen op het album Altan uit 1987.
Tijdens muzikale trips naar Amerika werden de bandleden vergezeld door de toen in Minnesota wonende Ierse gitarist en zanger Dáithí Sproule. Een tweede fiddler, Paul O'Shaughnessey, voegde zich enkele jaren bij de band waardoor een uniek tweeviolengeluid ontstond. Paul werd later opgevolgd door fiddler Ciarán Tourish. Ook de accordeonspeler Dermot Byrne speelt bij Altan.
In de vroege jaren negentig werd er kanker geconstateerd bij bandleider Frankie Kennedy. Ondanks (en wellicht dankzij) zijn ziekte bleef de band toeren en geloven dat "the deepest message of all music is that life goes on -- no matter what." Kennedy overleed op 19 september 1994.
Altan is wereldwijd bekend en toert regelmatig in Japan, Australië, Nieuw-Zeeland, Europa en in Noord-Amerika.

## Discografie
- Altan (1987)
- Horse With A Heart (1989)
- Altan Live (Museum Bochum Germany 15 januari 1989)
- The Red Crow (1990)
- Harvest Storm (1991)
- Island Angel (1993)
- The First Ten Years (1995)
- Blackwater (1996)
- Runaway Sunday (1997)
- The Best of Altan (1997)
- Another Sky (2000)
- The Blue Idol (2002)
- Local Ground (2005)
- 25th Anniversary Celebration (2010)
- Gleann Nimhe - The Poison Glen (2012)
- New Album (2014)